# Michael Williams (giocatore di football americano)
Michael Williams (Reform, 20 settembre 1990) è un giocatore di football americano statunitense che gioca nel ruolo di tight end per i New England Patriots della National Football League (NFL). Fu scelto nel corso del settimo giro (211º assoluto) del Draft NFL 2013 dai Detroit Lions. Al college ha giocato a football all’Università dell'Alabama vincendo tre campionati NCAA.

## Carriera professionistica

### Detroit Lions
Williams fu scelto nel corso del settimo giro del Draft 2013 dai Detroit Lions. A causa di una frattura alla mano fu costretto a perdere tutta la sua prima stagione.

### New England Patriots
Il 25 agosto 2015, Williams fu scambiato coi New England Patriots per una scelta del settimo giro. Debuttò come professionista subentrando nella gara del primo turno contro i Pittsburgh Steelers. Quell'anno disputò 15 partite di cui 9 come titolare, terminando con 3 ricezioni per 26 yard.

## Statistiche
| Partite totali         | 15 |
| Partite da titolare    | 9  |
| Yard su ricezione      | 23 |
| Touchdown su ricezione | 0  |

Statistiche aggiornate alla stagione 2015